# Домініканувка
Домініканувка (пол. Dominikanówka) — село в Польщі, у гміні Краснобруд Замойського повіту Люблінського воєводства.
Населення — 299 осіб (2011).
У 1975-1998 роках село належало до Замойського воєводства.

## Демографія
Демографічна структура станом на 31 березня 2011 року:
|          | Загалом | Допрацездатний вік | Працездатний вік | Постпрацездатний вік |
| -------- | ------- | ------------------ | ---------------- | -------------------- |
| Чоловіки | 149     | 36                 | 94               | 19                   |
| Жінки    | 150     | 35                 | 76               | 39                   |
| Разом    | 299     | 71                 | 170              | 58                   |